# Rex Lewis-Clack
Rex Lewis-Clack (24 de junio de 1995) es un pianista, considerado un prodigioso musical savant.

## Biografía
Rex Lewis-Clack nació en el sur de California, el hijo de Cathleen Lewis y Clack Wasaga. Él nació con un quiste aracnoideo cerebral y con una forma de ceguera denominada displasia septo-óptica. Lewis-Clack comenzó su educación para la vida a los 6 meses de edad en el Centro de Niños Ciegos en Los Ángeles.
Teniendo en cuenta un teclado de piano a la edad de dos años, Lewis-Clack quedó fascinado, y como él desarrolló sus habilidades musicales, también aprendió a hablar y caminar. Él era completamente autodidacta en el piano hasta la edad de 5 años, cuando comenzó a tomar lecciones. Durante una de sus primeras lecciones, uno de los dos maestros de piano le mostró una escala, una sola vez, y jugó las otras 11 escalas de volver ese mismo día. A la edad de 7 años, las habilidades de Lewis-Clack de piano junto con la ceguera y la manifestación de los síntomas autistas llevado a la etiqueta de "prodigio musical savant".